# Jan Jerzy Deskur
Jan Jerzy Deskur herbu własnego (ur. 20 maja 1748 w Szczercowie, zm. 1 listopada 1816 w Warszawie) – pułkownik Regimentu Gwardii Pieszej Wielkiego Księstwa Litewskiego w 1783 roku, poseł rawski na rozbiorowy sejm grodzieński (1793), wyznaczony jako komisarz do demarkacji granicy Rzeczypospolitej z Prusami z pensją 10 000 złotych polskich. Był członkiem konfederacji grodzieńskiej 1793 roku.
Był synem Joachima Jana Piotra i Klary. Żonaty z Salomeą z Opackich, miał dzieci: Mariannę, Jędrzeja, Jana Józefa, Kazimierza i Feliksa.
Jego praprawnukiem był pułkownik inżynier Kazimierz Barancewicz (1880–1939).